# أمريكا المفتوحة 2000 (كرة مضرب)
قائمة بالأبطال في بطولة 2000 أمريكا المفتوحة:

## الكبار

### فردي رجال
مارات سافين هزم  بيت سامبراس، 6-4, 6-3, 6-3

### فردي سيدات
فينوس ويليامز هزم  ليندسي دافنبورت، 6-4, 7-5

### زوجي رجال
لايتون هيويت و ماكس ميرناي 1 هزم  ريك لياتش و إيليس فيريرا، 6-4, 5-7, 7-6

### زوجي سيدات
جولي هالارد ديسغويس و آي سوجاياما هزم  كارا بلاك و إيلينا لايكوفوستيفا، 6-0, 1-6, 6-1

### زوجي مختلط
أرانتكسا سانشيز فيكاريو و جاريد بالمر هزم  آنا كورنيكوفا و ماكس ميرناي، 6-4, 6-3
1 لأول مرة، فريق زوجي غير مصنف يفوز بالبطولة.

## الشباب

### فردي أولاد
أندي روديك  هزم روبي جينيبري، 6-1, 6-3

### فردي بنات
ماريا إيميليا ساليرني هزم  تاتيانا بريباينيس، 6-3, 6-4

### زوجي أولاد
لي تشايلدز و جيمس نيلسن

### زوجي بنات
جايسيلا دولكو و ماريا إيميليا ساليرني